# Baza wojskowa Ha-Kirja
Baza wojskowa Ha-Kirja (hebr. הקריה) jest bazą wojskową Sił Obronnych Izraela znajdującą się w osiedlu Ha-Kirja, w centrum miasta Tel Awiw-Jafa w Izraelu. Nosi ona nazwę „Kampus Rabina” na cześć generała Icchaka Rabina. Baza służy jako siedziba Ministerstwa Obrony Izraela i Sztabu Generalnego Sił Obronnych Izraela.

## Historia
Pierwotnie baza powstała podczas II wojny światowej jako brytyjska baza wojskowa w Mandacie Palestyny.
Baza została zaatakowana w nocy 22 lutego 1946 przez żydowską organizację paramilitarną Haganę. Dwie akcje sabotażowe przeprowadziły także Irgun i Lechi. Gdy w 1948 bazę opuścili ostatni żołnierze brytyjscy, została ona natychmiast zajęta przez Haganę, która 16 grudnia 1947 założyła tutaj bazę wojskową Jehoshua, nazwaną od nazwiska Jehoshuy Globermana – dowódcy Brygady Giwati, który zginął 8 grudnia 1947 w drodze powrotnej z Jerozolimy. W budynkach dawnej winnicy urządzono prowizoryczną montownię pierwszych samolotów dla Sił Powietrznych Izraela.
Po utworzeniu w 1948 niepodległego państwa Izrael, powstał tutaj kampus wojskowy Sił Obronnych Izraela. Przez długi czas była to baza Brygady Kirjati oraz dowództwa Sił Powietrznych Izraela. Z upływem czasu wielkość bazy wojskowej malała. Głównym czynnikiem, który na to wpływał, były rosnące ceny gruntów w Tel Awiwie. W 1951 we wschodniej części kampusu otworzono szpital wojskowy (budynek dawnej szkoły osady Sarona), który zamknięto w 1997. Obecnie znajduje się tutaj Ministerstwo Obrony Izraela i Sztab Generalny Sił Obronnych Izraela.

## Infrastruktura bazy
Całkowita powierzchnia bazy wynosi prawie 70 hektarów. Cały teren jest otoczony, a bramy wjazdowe są pilnie strzeżone. Wewnątrz tego obszaru mieszczą się rządowe biurowce.
Matcal Tower (wysokość 107 metrów) jest siedzibą Ministerstwa Obrony Izraela i Sztabu Generalnego Sił Obronnych Izraela. Na jego dachu znajduje się lądowisko helikopterów. Na południe od niego mieści się niższy biurowiec Mazi Tower, w którym znajduje się dowództwo sił lądowych Sił Obronnych Izraela. Na zachód od nich wznosi się drapacz chmur Marganit Tower (wysokość 138 metrów), na którego wieży umieszczono maszt z antenami i innymi wojskowymi urządzeniami nadawczymi. Jego sylwetka należy do jednych z najbardziej charakterystycznych wieżowców w mieście.
W północno-zachodnim krańcu bazy wzniesiono dwa biurowce Kanarit Tower 1 i Kanarit Tower 2 (wysokość 65 metrów), mieszczące dowództwo Sił Powietrznych Izraela, obszerne audytorium, bibliotekę i synagogę.